# Rafael Álvarez, el Brujo
Rafael Álvarez Jiménez (Lucena, Córdoba, 20 de septiembre de 1950), conocido artísticamente como el Brujo, es un actor y dramaturgo español.

## Biografía
Pasó la mayor parte de su infancia en Torredonjimeno (Jaén). Titulado por la Real Escuela Superior de Arte Dramático, su actividad con el teatro se inicia en el Corral de Comedias del Colegio Mayor Universitario San Juan Evangelista en el año 1970, con el montaje El juego de los insectos, de los hermanos Čapek; dirigido por José Luis Alonso de Santos, a la vez que comienza su colaboración en montajes teatrales de compañías independientes, como Tábano, Teatro Experimental Independiente (TEI) y Teatro Libre de Madrid.
En 1988 fundó, junto con José Luis Alonso de Santos, Gerardo Malla y Jesús Cimarro, la productora de teatro Pentación, S.A. y en 1995 creó, con María José Norte, su propia productora, Producciones el Brujo, S. L., dedicada a la distribución y la producción de teatro y audiovisuales.
Actor también del cine español, participó en populares series de televisión como Juncal o Brigada Central.
Fue un declarado yogui y en 2018 llevó al teatro la obra Autobiografía de un yogui

## Premios
Ha recibido numerosos premios, entre los que destacan el Premio Ícaro, concedido por Diario 16 (1985), por su interpretación en La taberna fantástica; el Premio de Antena 3 a la mejor interpretación teatral (1985), por su trabajo en Lazarillo de Tormes; Premio El Espectador y La Crítica (1986), por La taberna fantástica; Premio Asociación de Espectadores Ciudad de Alicante en 1986 y 1994, por Lazarillo de Tormes; Premio Ercilla de Bilbao (1996) a la Mejor Interpretación por La sombra del Tenorio; Premio Cadena COPE (1999) por El contrabajo; Premio Canal Sur al Mejor Espectáculo Teatral (2000) por Arcipreste; Premio de Teatro Ciudad de Cazorla (2005), en el marco del Festival Internacional de Teatro; Premio do Público del Festival Outono de Teatro (2005), por su interpretación en San Francisco, Juglar de Dios; Premio Trovador del Festival de los Castillos de Alcañiz (2006), en reconocimiento a su trayectoria artística;  XIII Premio Nacional de Teatro Pepe Isbert (2009), otorgado por la Asociación de Amigos de los Teatros de España; II Premio Tierra Íbera (2013), a toda una trayectoria de profunda dedicación al teatro; Premio Ercilla Especial a la Trayectoria Artística (2014); VIII Premio La Barraca a las Artes Escénicas de la UIMP (2015), en reconocimiento a su trayectoria como actor y dramaturgo; Pi d'Honor (2019) de la Mostra de Teatre de l'Alfàs del Pi. En 2020 Premio Fuente de Castalia en el festival de artes escénicas Clásicos en Alcalá.
Además, en agosto de 2022, recibió en La Puebla de  Montalbán (Toledo), el Premio Celestina en el marco de la 24 Edición del Festival Celestina. La España de Rojas, que se viene celebrando desde 1999 en esta localidad toledana. 
En diciembre de 2002, se le concedió la Medalla de Oro al Mérito en las Bellas Artes, máximo galardón que concede el Ministerio de Cultura. En febrero de 2012 recibió la Medalla de Andalucía que otorga el Gobierno de la Junta de Andalucía.
En septiembre de 2023, se le concede el Premio Internacional Aglaya a la Cultura de Paz de la Fundación Artisophia.

## Teatro
- Mujeres de Shakespeare
- La escuela de los bufones, de Michel de Ghelderode.
- El juego de los insectos, de los Hermanos Čapek.
- El horroroso crimen de Peñaranda del Campo, de Pío Baroja.
- La taberna fantástica, de Alfonso Sastre.
- Pares y Nines, de José Luis Alonso de Santos.
- Lazarillo de Tormes, en versión de Fernando Fernán Gómez.
- El pícaro. Aventuras y desventuras de Lucas Maraña, de Fernando Fernán Gómez.
- La sombra del Tenorio, de José Luis Alonso de Santos.
- La dulce Casina, de Plauto, en versión de José Luis Alonso de Santos.
- Anfitrión, de Plauto.
- El avaro, de Molière.
- El contrabajo, de Patrick Süskind.
- Arcipreste, basado en El Corbacho, de Alfonso Martínez de Toledo.
- San Francisco, juglar de Dios, de Dario Fo.
- Una noche con el Brujo, con textos de Fray Luis de León, Quevedo, Santa Teresa de Jesús y Cervantes.
- El testigo, con textos de Fernando Quiñones.
- El Evangelio de san Juan
- Cómico
- Odisea
- El asno de oro, texto de Lucio Apuleyo.
- La luz oscura de la fe, monólogo sobre la vida de San Juan de la Cruz.
- Teresa o el sol por dentro, basada en la biografía de Santa Teresa de Jesús escrita por José María Javierre.
- Misterios del Quijote
- Autobiografía de un yogui, basada en la vida y obra de Paramahansa Yogananda.
- Esquilo, nacimiento y muerte de la tragedia
- Los dioses y Dios
- El viaje del monstruo fiero[8]
- Mi vida en el arte
- Iconos o la exploración del destino

## Cine
- El crack, de José Luis Garci (1981), como policía de incógnito
- Don Juan, mi querido fantasma, de Antonio Mercero (1990), como Curro
- La taberna fantástica, de Julián Marcos (1991), como Rogelio el Rojo
- La noche del ejecutor, de Paul Naschy (1992), como el Centella
- Alma gitana, de Chus Gutiérrez (1995), como José
- Amores que matan, de Juan Manuel Chumilla-Carbajosa (1995), como inspector Tablado
- La leyenda de la doncella, de Juan Pinzás (1996), como Coitadino
- La duquesa roja, de Francesc Betriu (1996), como Galindo
- Niño nadie, de José Luis Borau (1996), como Evelio
- Pajarico, de Carlos Saura (1997), como vagabundo
- Lázaro de Tormes, de Fernando Fernán Gómez (2001), como Lazarillo
- El furgón, de Benito Rabal (2003), como inspector

## Televisión
- Vísperas (1987), de Manuel Andújar. como Miguel
- Juncal (1989), de Jaime de Armiñán. como Búfalo
- Brigada Central (1989-1990), de Pedro Masó. como Zacarías Jorowitz
- Los ladrones van a la oficina (1994), intervención en el capítulo 35: «El gafe», como vendedor de seguros